# Donderkruid
Donderkruid (Inula conyzae) is een twee- of meerjarige plant uit de composietenfamilie (Asteraceae), die verspreid voorkomt in Europa en vooral te vinden is in grazige plaatsen op kalkhoudende bodems.

## Naamgeving enetymologie
- Synoniem: Inula conyza DC.
- Frans: Inule conyze
- Duits: Dürrwurz-Alant
- Engels: Ploughman's spikenard

De geslachtsnaam Inula is afgeleid van het Latijnse enula, wat afkomstig is van het Oudgriekse ἑλένιον, helenion.

## Kenmerken
Donderkruid is een twee- of meerjarige kruidachtige plant (hemikryptofiet) die overwintert met een dikke wortelstok. De plant wordt 30 tot 90 cm hoog. De stengel is stevig, vaak roodaangelopen, licht verhout, bovenaan vertakt en viltig behaard en meestal sterk geurend. De rozetbladeren zijn spatelvormig en zittend met een versmalde voet, de stengelbladeren langwerpig-eirond en zittend tot kort gesteeld. Alle bladeren zijn dofgroen, aan de onderzijde behaard, met verdiept liggende nerven.
De bloeiwijze is een tuil met talrijke bloemhoofdjes, elk ongeveer 6 tot 10 mm in doorsnede en omgekeerd eivormig. De randstandige bloemen zijn buisvormig tot licht lintvormig, drietandig, geel of lichtrood, de kroon korter of even lang als het omwindsel. De buisbloemen zijn aanvankelijk geelgekleurd, later lichtbruin. Het omwindsel staat af en is dikwijls roodaangelopen.
De plant bloeit van juli tot oktober.

## Habitaten verspreiding
Donderkruid groeit voornamelijk op droge tot licht vochtige, voedselarme tot matig voedselrijke, kalkhoudende bodem op open, grazige plaatsen, vooral op hellingen. Hij is te vinden op kalkgraslanden, onder struwelen op kalkrijke grond, op bermen en dijken, langs spoorwegen, op steile kalksteenwanden, rond mergelgroeven, in lichte bossen en bosranden, langs holle wegen en in kalkrijke zeeduinen.
Hij komt van nature verspreid voor in West-, Midden- en Zuid-Europa, noordelijk tot in Denemarken, oostelijk tot Oekraïne. Verder in Zuidwest-Azië en Noord-Afrika.
In Nederland is de soort vrij algemeen in het Renodunaal district, zeldzaam in het Estuariëndistrict en in Zuid-Limburg, en elders zeer zeldzaam.
... · 
I. britannica (Engelse alant) · 
I. conyzae (Donderkruid) · 
I. helenium (Griekse alant) ·  
I. salicina (Wilgalant) · 
...